# Circonscription électorale d'Alava
Ne doit pas être confondu avec Circonscription autonomique d'Alava.
La circonscription électorale d'Alava est l'une des cinquante-deux circonscriptions électorales espagnoles utilisées comme divisions électorales pour les élections générales espagnoles.
Elle correspond géographiquement à la province d'Alava.

## Historique
Elle est instaurée en 1977 par la loi pour la réforme politique puis confirmée avec la promulgation de la Constitution espagnole qui précise à l'article 68 alinéa 2 que chaque province constitue une circonscription électorale.

## Congrès des députés

### Synthèse
|             |       | 1977 | 1979 | 1982 | 1986 | 1989 | 1993 | 1996 | 2000 | 2004 | 2008 | 2011 | 2015 | 2016 | 04/19 | 11/19 | 2023 |
| ----------- | ----- | ---- | ---- | ---- | ---- | ---- | ---- | ---- | ---- | ---- | ---- | ---- | ---- | ---- | ----- | ----- | ---- |
| UCD         |       | 2    | 2    |      |      |      |      |      |      |      |      |      |      |      |       |       |      |
| AP & alliés |       |      |      | 1    | 1    |      |      |      |      |      |      |      |      |      |       |       |      |
| PP          |       |      |      |      |      | 1    | 1    | 2    | 2    | 1    | 1    | 1    | 1    | 1    |       |       | 1    |
| PSOE        |       | 1    | 1    | 2    | 2    | 2    | 2    | 1    | 1    | 2    | 2    | 1    | 1    | 1    | 1     | 1     | 1    |
| PNV         |       | 1    | 1    | 1    | 1    | 1    | 1    | 1    | 1    | 1    | 1    | 1    | 1    | 1    | 1     | 1     | 1    |
| Amaiur      |       |      |      |      |      |      |      |      |      |      |      | 1    |      |      |       |       |      |
| Podemos     |       |      |      |      |      |      |      |      |      |      |      |      | 1    | 1    | 1     | 1     |      |
| EH Bildu    |       |      |      |      |      |      |      |      |      |      |      |      |      |      | 1     | 1     | 1    |
|             |       |      |      |      |      |      |      |      |      |      |      |      |      |      |       |       |      |
| Total       | Total | 4    | 4    | 4    | 4    | 4    | 4    | 4    | 4    | 4    | 4    | 4    | 4    | 4    | 4     | 4     | 4    |

### 1977
| Parti | Parti | Députés                                          |
| ----- | ----- | ------------------------------------------------ |
| UCD   |       | Jesús María Viana Santa Cruz, Pedro Morales Moya |
| PSOE  |       | José Antonio Aguiriano Forniés                   |
| PNV   |       | José Ángel Cuerda Montoya                        |

### 1979
| Parti | Parti | Députés                                                    |
| ----- | ----- | ---------------------------------------------------------- |
| UCD   |       | Jesús María Viana Santa Cruz, José Nasarre de Letosa Conde |
| PNV   |       | José Ángel Cuerda Montoya                                  |
| PSOE  |       | José Antonio Aguiriano Forniés                             |

- José Ángel Cuerda (PNV) est remplacé en 1979 par Joseba Mirena Azkárraga Rodero.
- Jesús Viana (UCD) est remplacé en 1980 par María Josefa Lafuente Orive.
- José Antonio Aguiriano (PSOE) est remplacé en 1980 par Carlos Solchaga.

### 1982
| Parti  | Parti | Députés                                   |
| ------ | ----- | ----------------------------------------- |
| PSOE   |       | Txiki Benegas, Ángel José Gavilán Arganda |
| PNV    |       | José María Ollora Ochoa de Aspuru         |
| AP-PDP |       | Marcelino Oreja                           |

- Marcelino Oreja (AP) est remplacé en 1982 par Iñigo de Otazu Zulueta.
- José María Ollora (PNV) est remplacé en 1983 par María Mercedes Villacián Peñalosa.
- Txiki Benegas (PSOE) est remplacé en 1984 par Javier Rojo.

### 1986
| Parti | Parti | Députés                                     |
| ----- | ----- | ------------------------------------------- |
| PSOE  |       | Luis Alberto Aguiriano Forniés, Javier Rojo |
| PNV   |       | Emilio Olabarría                            |
| CP    |       | Ramón Rabanera Rivacoba                     |

### 1989
| Parti | Parti | Députés                                     |
| ----- | ----- | ------------------------------------------- |
| PSOE  |       | Luis Alberto Aguiriano Forniés, Javier Rojo |
| PNV   |       | Emilio Olabarría                            |
| PP    |       | José Manuel Barquero Vázquez                |

### 1993
| Parti | Parti | Députés                                                       |
| ----- | ----- | ------------------------------------------------------------- |
| PSOE  |       | Luis Alberto Aguiriano Forniés, Arantza Mendizábal Gorostiaga |
| PP    |       | Marcelino Oreja                                               |
| PNV   |       | Emilio Olabarría                                              |

- Marcelino Oreja (PP) est remplacé en 1994 par Javier Sampedro Sampedro.

### 1996
| Parti | Parti | Députés                                    |
| ----- | ----- | ------------------------------------------ |
| PP    |       | Rafael Cámara Rodríguez, Jaime Mayor Oreja |
| PSOE  |       | Luis Alberto Aguiriano Forniés             |
| PNV   |       | Emilio Olabarría                           |

- Emilio Olabarría (PNV) est remplacé en 1996 par María Jesús Aguirre Uribe.
  - María Jesús Aguirre (PNV) est remplacée en 1997 par Carlos Caballero Basáñez.

### 2000
| Parti | Parti | Députés                                 |
| ----- | ----- | --------------------------------------- |
| PP    |       | Alfonso Alonso, Rafael Cámara Rodríguez |
| PSOE  |       | Ramón Jáuregui                          |
| PNV   |       | Juan José Otxoa de Eribe Elorza         |

- Alfonso Alonso (PP) est remplacé en 2002 par María Teresa Sagarna Alberdi.
- Rafael Cámara (PP) est remplacé en 2003 par Santiago Abascal Escuza.

### 2004
| Parti | Parti | Députés                                      |
| ----- | ----- | -------------------------------------------- |
| PSOE  |       | Ramón Jáuregui, Pilar Unzula Pérez de Eulate |
| PNV   |       | Juan José Otxoa de Eribe Elorza              |
| PP    |       | Jaime Mayor Oreja                            |

- Jaime Mayor Oreja (PP) est remplacé en 2004 par María Eugenia Martín Mendizábal.

### 2008
| Parti | Parti | Députés                                      |
| ----- | ----- | -------------------------------------------- |
| PSOE  |       | Ramón Jáuregui, Pilar Unzalu Pérez de Eulate |
| PP    |       | Alfonso Alonso                               |
| PNV   |       | Emilio Olabarría                             |

- Ramón Jáuregui (PSOE) est remplacé en 2009 par María Teresa Rodríguez Barahona.
- Pilar Unzalu (PSOE) est remplacée en 2009 par José Javier Lasarte Iribarren.

### 2011
| Parti  | Parti | Députés               |
| ------ | ----- | --------------------- |
| PP     |       | Alfonso Alonso        |
| PSOE   |       | Ramón Jáuregui        |
| Amaiur |       | Iker Urbina Fernández |
| PNV    |       | Emilio Olabarría      |

- Ramón Jáuregui (PSOE) est remplacé en 2014 par María Teresa Rodríguez Barahona.

### 2015
| Parti   | Parti | Députés                       |
| ------- | ----- | ----------------------------- |
| Podemos |       | Juan López de Uralde          |
| PP      |       | Alfonso Alonso                |
| PNV     |       | Mikel Legarda                 |
| PSOE    |       | José Javier Lasarte Iribarren |

### 2016
| Parti   | Parti | Députés                       |
| ------- | ----- | ----------------------------- |
| Podemos |       | Juan López de Uralde          |
| PP      |       | Alfonso Alonso                |
| PNV     |       | Mikel Legarda                 |
| PSOE    |       | José Javier Lasarte Iribarren |

- Alfonso Alonso est remplacé en octobre 2016 par Javier Maroto.

### Avril 2019
| Parti    | Parti | Députés                      |
| -------- | ----- | ---------------------------- |
| PNV      |       | Mikel Legarda                |
| PSOE     |       | Isabel Celaá                 |
| Equo     |       | Juan López de Uralde         |
| EH Bildu |       | Iñaki Ruiz de Pinedo Undiano |

### Novembre 2019
| Parti    | Parti | Députés                      |
| -------- | ----- | ---------------------------- |
| PNV      |       | Mikel Legarda                |
| PSOE     |       | Isabel Celaá                 |
| UP       |       | Juan López de Uralde         |
| EH Bildu |       | Iñaki Ruiz de Pinedo Undiano |

- Isabel Celaá (PSOE) est remplacée en février 2020 par Daniel Senderos Oraá.

### 2023
| Parti    | Parti | Députés                      |
| -------- | ----- | ---------------------------- |
| PSOE     |       | Daniel Senderos Oraá         |
| EH Bildu |       | Iñaki Ruiz de Pinedo Undiano |
| PP       |       | Javier de Andrés             |
| PNV      |       | Mikel Legarda                |

- Javier de Andrés (PP) est remplacé le 19 mars 2024 par Carmelo Barrio Baroja.
- Iñaki Ruiz de Pinedo (EH Bildu) est remplacé le 18 février 2025 par Mikel Otero.

## Sénat

### Synthèse
|          |       | 1977 | 1979 | 1982 | 1986 | 1989 | 1993 | 1996 | 2000 | 2004 | 2008 | 2011 | 2015 | 2016 | 04/19 | 11/19 | 2023 |
| -------- | ----- | ---- | ---- | ---- | ---- | ---- | ---- | ---- | ---- | ---- | ---- | ---- | ---- | ---- | ----- | ----- | ---- |
| UCD      |       | 1    | 2    |      |      |      |      |      |      |      |      |      |      |      |       |       |      |
| PNV      |       | 2    | 2    | 1    | 1    |      |      |      |      |      |      |      |      |      | 3     | 3     |      |
| PSOE     |       | 1    |      | 3    | 3    | 3    | 3    | 1    | 1    | 3    | 3    | 1    |      |      | 1     | 1     | 3    |
| PP       |       |      |      |      |      |      | 1    | 3    | 3    | 1    | 1    | 3    | 1    | 1    |       |       |      |
| Podemos  |       |      |      |      |      |      |      |      |      |      |      |      | 3    | 3    |       |       |      |
| EH Bildu |       |      |      |      |      |      |      |      |      |      |      |      |      |      |       |       | 1    |
|          |       |      |      |      |      |      |      |      |      |      |      |      |      |      |       |       |      |
| Total    | Total | 4    | 4    | 4    | 4    | 4    | 4    | 4    | 4    | 4    | 4    | 4    | 4    | 4    | 4     | 4     | 4    |

### 1977
| Parti | Parti | Sénateurs                                |
| ----- | ----- | ---------------------------------------- |
| PNV   |       | Ramón Bajo Fanlo, Ignacio Oregui Goenaga |
| UCD   |       | Alfredo Marco Tabar                      |
| PSOE  |       | Luis Alberto Aguiriano Forniés           |

### 1979
| Parti | Parti | Sénateurs                                                  |
| ----- | ----- | ---------------------------------------------------------- |
| UCD   |       | Miguel Aguirre Martínez Falero, Alfredo Marco Tabar        |
| PNV   |       | José Ignacio Bajo Fanlo, Juan María Ollora Ochoa de Aspuru |

### 1982
| Parti | Parti | Sénateurs                                                                                                |
| ----- | ----- | --- |
| PSOE  |       | Luis Alberto Aguiriano Forniés, Amado Alejandro Ascasso Trincado, María Lucía Urcelay López de las Heras |
| PNV   |       | José Ignacio Bajo Fanlo                                                                                  |

### 1986
| Parti | Parti | Sénateurs                                                                                            |
| ----- | ----- | --- |
| PSOE  |       | Amado Alejandro Ascasso Trincado, Ángel José Gavilán Arganda, María Lucía Urcelay López de las Heras |
| PNV   |       | José Ignacio Bajo Fanlo                                                                              |

### 1989
| Parti | Parti | Sénateurs                                                                                      |
| ----- | ----- | ---------------------------------------------------------------------------------------------- |
| PSOE  |       | Amado Alejandro Ascasso Trincado, Augusto Borderas Gaztambide, María Teresa Rodríguez Barahona |
| PNV   |       | José Ignacio Bajo Fanlo                                                                        |

- María Teresa Rodríguez Barahona est remplacée en 1991 par Estrella Rojo Tudela.

### 1993
| Parti | Parti | Sénateurs                                                      |
| ----- | ----- | -------------------------------------------------------------- |
| PP    |       | Ramón Rabanera Rivacoba                                        |
| PSOE  |       | Augusto Borderas Gaztambide, Javier Rojo, Estrella Rojo Tudela |

### 1996
| Parti | Parti | Sénateurs                                                                                  |
| ----- | ----- | ------------------------------------------------------------------------------------------ |
| PP    |       | Carlos María de Urquijo Valdivielso, Ramón Rabanera Rivacoba, Manuel María Uriarte Zulueta |
| PSOE  |       | Javier Rojo                                                                                |

- Carlos de Urquijo (PP) est remplacé en avril 1996 par José Manuel Barquero Vázquez.
- Ramón Rabanera (PP) est remplacé en juillet 1999 par Miguel Ángel Echevarría Daubagna.

### 2000
| Parti | Parti | Sénateurs                                                                                   |
| ----- | ----- | ------------------------------------------------------------------------------------------- |
| PP    |       | José Manuel Barquero Vázquez, María Eugenia Martín Mendizábal, Manuel María Uriarte Zulueta |
| PSOE  |       | Javier Rojo                                                                                 |

### 2004
| Parti | Parti | Sénateurs                                                            |
| ----- | ----- | -------------------------------------------------------------------- |
| PSOE  |       | Javier Rojo, Miguel Ángel Uzquiza González, Yolanda Vicente González |
| PP    |       | José Manuel Barquero Vázquez                                         |

### 2008
| Parti | Parti | Sénateurs                                                            |
| ----- | ----- | -------------------------------------------------------------------- |
| PSOE  |       | Javier Rojo, Miguel Ángel Uzquiza González, Yolanda Vicente González |
| PP    |       | Ramón Rabanera Rivacoba                                              |

### 2011
| Parti | Parti | Sénateurs                                                                               |
| ----- | ----- | --------------------------------------------------------------------------------------- |
| PP    |       | Ramón Rabanera Rivacoba, María de la Encina Regalado de los Cobos, Jorge Ibarrondo Bajo |
| PSOE  |       | Yolanda Vicente González                                                                |

### 2015
| Parti   | Parti | Sénateurs                                                                |
| ------- | ----- | ------------------------------------------------------------------------ |
| Podemos |       | Elvira García Díaz, Ángel Mesón Miguel, María Concepción Palencia García |
| PP      |       | Iñaki Oyarzábal                                                          |

### 2016
| Parti   | Parti | Sénateurs                                                                |
| ------- | ----- | ------------------------------------------------------------------------ |
| Podemos |       | Elvira García Díaz, Ángel Mesón Miguel, María Concepción Palencia García |
| PP      |       | Iñaki Oyarzábal                                                          |

### Avril 2019
| Parti | Parti | Sénateurs                                                             |
| ----- | ----- | --------------------------------------------------------------------- |
| PNV   |       | Almudena Otaola Urquijo, Juan Carlos Medina Martínez, Rosa Peral Díez |
| PSOE  |       | Julia Liberal Liberal                                                 |

### Novembre 2019
| Parti | Parti | Sénateurs                                                             |
| ----- | ----- | --------------------------------------------------------------------- |
| PNV   |       | Almudena Otaola Urquijo, Juan Carlos Medina Martínez, Rosa Peral Díez |
| PSOE  |       | Julia Liberal Liberal                                                 |

### 2023
| Parti    | Parti | Sénateurs                                                      |
| -------- | ----- | -------------------------------------------------------------- |
| PSOE     |       | Julia Liberal Liberal, Adolfo Lander Vera, Paula Somalo García |
| EH Bildu |       | Josu Estarrona Elizondo                                        |